# マアナゴ
マアナゴ（真穴子、Whitespotted conger, Conger myriaster）は、ウナギ目アナゴ科に属する魚類。浅い海の砂泥底に生息する魚で、美味な食用魚でもある。

## 特徴
最大全長100 cm。全長は雄40 cm・雌90 cmほどで、雌のほうが大きい。ウナギに似た細長い体型をしている。体は褐色で側線上に白い点線が並ぶ。また、口を閉じた時に下顎が上顎に隠れるのも特徴である。大型のものは顎の力が大変強く、釣り等で捕獲する際には注意が必要である。
北海道以南から東シナ海まで分布し、浅い海の砂泥などの底質に生息する。昼間は底質に潜って休み、夜になると泳ぎ出て獲物を探す。食性は肉食性で、小魚、甲殻類、貝類、頭足類、多毛類などいろいろな小動物を捕食する。
ウナギ目共通の初期稚魚であるレプトケファルス幼生は春に現れる。浅海に接岸したレプトケファルス幼生がウナギ型の稚魚に変態を行う場所もよくわかっていないが、変態直後の稚魚は小石や貝殻に富んだ底質の場所で夜間採集により発見されており、昼間は成魚のように砂に潜るのではなく、海底の小石や貝殻の間に潜み、夜間活動してヨコエビ類を主体に摂食していることが解明されつつある。

## 産卵
ニホンウナギと同様に産卵場所は長年の謎であったが、2008年（平成20年）水産庁の調査船開洋丸を使用して行われたウナギ産卵場生態調査により、産卵時期と場所が明らかとなった。産卵時期は6月から9月、場所は沖ノ鳥島南方沖の九州・パラオ海嶺付近である。

## 人との関わり

### 利用
日本では重要な食用魚で、籠漁、あなご筒、釣り、延縄、底引き網などで漁獲される。7月から8月にかけての時期が旬である。
身は白身で濃い旨みがあり、ウナギより脂肪が少ない。天ぷらや蒲焼、魚肉練り製品にされるほか、醤油で煮ての煮穴子が寿司種などに利用される。
マアナゴを用いた郷土料理も数多い。
あなきゅう
タレで煮たアナゴと、キュウリを芯にした巻き寿司。
八幡巻
兵庫県の郷土料理。醤油、砂糖などで煮たゴボウにアナゴを巻いて串で止め、タレをかけて焼いたもの。
穴子飯
広島県、兵庫県、山口県などの名物料理。蒲焼きにしたアナゴを短冊状に切ったものを飯の上に並べたもの。JR宮島口駅の名物駅弁になっているほか、JR西明石駅や新山口駅などでは穴子飯の「穴子弁当」が売られている。
はかりめ丼
千葉県富津市の郷土料理。アナゴを開いて煮穴子にし、丼飯のうえに盛り付けた穴子丼の一種。
成魚だけでなく、幼生であるレプトケファルスも食用とされる。高知県では「ノレソレ」と呼び、土佐酢にくぐらせて踊り食いにするなど、高級食材として販売されている。他にも、関西では「ベラタ」、兵庫県淡路島では「ハナタレ（洟垂れ）」などと呼ばれる。シラス漁で混獲されることが多く、近畿地方でも春には「のれそれ」の名で飲食店のメニューに登場する。
アナゴはウナギと同様、血液と粘膜にタンパク毒を含む。目や口、傷口に付着すると炎症や化膿などの原因となるほか、多量に摂取すると中毒する。毒物質はタンパク質であるため、加熱すれば変性して毒性を失う。ウナギと違って含有量は微弱ではあるが、素人が調理する場合は刺身などの生食は避けた方がよい。

### 養殖研究
漁獲量が減少しているため、増殖に向けた研究が行われ、稚魚からの養殖が近畿大学水産研究所らのグループなどにより成功した事例が報告されており、養殖魚の商業出荷も行われている。しかし、完全養殖技術の確立はされておらず親魚の成熟、排卵、孵化に成功した研究段階であり、実験室レベルの完全養殖にも至っていない。

### 水揚げ漁港
平成14年（2002年）度
- 第1位 - 伊根漁港（京都府）
- 第2位 - 下関漁港（山口県）
- 第3位 - 浜田漁港（島根県）
- 第4位 - 松川浦漁港（福島県）
- 第5位 - 師崎漁港（愛知県）

## 別名
ハカリメ（千葉県・和歌山県）、キンリョウメ・ギンリョウメ（和歌山県）、ホシアナゴ（兵庫県）、トオヘイ（大分県）、デンスケ（大きなマアナゴ：大阪府）、ビリ（小さなマアナゴ：大阪府）、メソ（小さなマアナゴ：東京湾）、ホンメジロ・メジロ（愛知県三河湾周辺・名古屋市）など。
また、幼生であるレプトケファルスはナガタンクラゲ（和歌山県）、ノレソレ（高知県土佐地方）、ハナタレ（洟垂れ、兵庫県）、ベラタ（関西）などと呼ばれる。